# Holzminden (gemeindefreies Gebiet)
Das gemeindefreie Gebiet Holzminden ist eines von sieben gemeindefreien Gebieten im Landkreis Holzminden, Niedersachsen. Der Name des Gebietes leitet sich von der angrenzenden Stadt Holzminden ab. Das Gebiet liegt vollständig im Mittelgebirge Solling.
Es hat eine Fläche von 15,01 km² und grenzt im Uhrzeigersinn im Norden an den Flecken Bevern, im Osten an das gemeindefreie Gebiet Merxhausen und im Süden und Westen an die Stadt Holzminden des gleichen Landkreises.
Das gemeindefreie Gebiet ist unbewohnt. Aus statistischen Gründen führt es jedoch den Amtlichen Gemeindeschlüssel 03 2 55 505. Einziges Naturdenkmal im gemeindefreien Gebiet Holzminden ist die Dicke Eiche im oberen Nagelbachtal, die einen Brusthöhenumfang von 7,20 m (2016) aufweist.